# Olympische Sommerspiele 1952/Segeln – 6-m-Klasse
Die Segelregatta in der 5,5-m-Klasse bei den Olympischen Sommerspielen 1952 wurden vom 20. bis 28. Juli ausgetragen. Austragungsort war Harmaja.
Die Regatta war eine Offene Klasse, somit durften sowohl Männer als auch Frauen teilnehmen. Die US-Amerikanerin Emelyn Whiton war die einzige Frau in diesem Wettkampf.

### Tagesplatzierungen

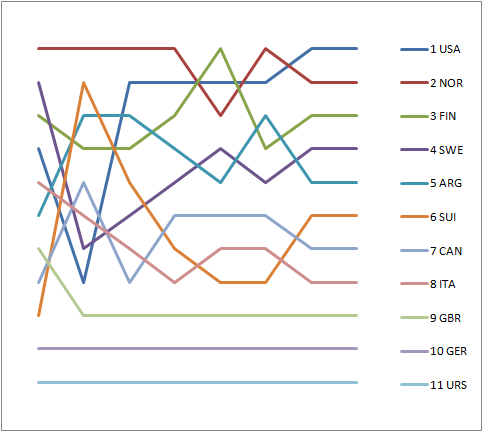

## Ergebnisse
| Rang | Nation             | Crew                                                                                             | Rennen I | Rennen I | Rennen II | Rennen II | Rennen III | Rennen III | Rennen IV | Rennen IV | Rennen V | Rennen V | Rennen VI | Rennen VI | Rennen VII | Rennen VII | Punkte | Punkte                |
| Rang | Nation             | Crew                                                                                             | Rang     | Pkt.     | Rang      | Pkt.      | Rang       | Pkt.       | Rang      | Pkt.      | Rang     | Pkt.     | Rang      | Pkt.      | Rang       | Pkt.       | Gesamt | Mit Streich- ergebnis |
| ---- | ------------------ | ------------------------------------------------------------------------------------------------ | -------- | -------- | --------- | --------- | ---------- | ---------- | --------- | --------- | -------- | -------- | --------- | --------- | ---------- | ---------- | ------ | --------------------- |
|      | Vereinigte Staaten | Herman Whiton Julian Roosevelt Everard Endt John Morgan Eric Ridder Emelyn Whiton                | 4        | 540      | 9         | 188       | 1          | 1142       | 1         | 1142      | 8        | 239      | 3         | 665       | 1          | 1142       | 5058   | 4870                  |
|      | Norwegen           | Finn Ferner Tor Arneberg Johan Ferner Erik Heiberg Carl Mortensen                                | 1        | 1142     | 4         | 540       | 2          | 841        | 4         | 540       | 10       | 142      | 1         | 1142      | 5          | 443        | 4790   | 4648                  |
|      | Finnland           | Ernst Westerlund Paul Sjöberg Ragnar Jansson Adolf Konto Rolf Turkka                             | 3        | 665      | 6         | 364       | 3          | 665        | 5         | 443       | 1        | 1142     | DNS       | 0         | 3          | 665        | 3944   | 3944                  |
| 4    | Schweden           | Sven Salén Martin Hindorff Torsten Lord Lars Lundström Karl-Robert Ameln                         | 2        | 841      | DSQ       | 0         | 5          | 443        | 3         | 665       | 2        | 841      | 5         | 443       | 4          | 540        | 3773   | 3773                  |
| 5    | Argentinien        | Enrique Sieburger Rufino Rodríguez de la Torre Werner von Foerster Horacio Monti Hércules Morini | 6        | 364      | 2         | 841       | 4          | 540        | 6         | 364       | 5        | 443      | 2         | 841       | 8          | 239        | 3632   | 3393                  |
| 6    | Schweiz            | Louis Noverraz André Firmenich Charles Stern François Chapot Marcel Stern                        | 9        | 188      | 1         | 1142      | DNF        | 0          | 9         | 188       | 7        | 297      | 6         | 364       | 2          | 841        | 3020   | 3020                  |
| 7    | Kanada             | Bill Gooderham Ken Bradfield Bill Copeland Billy Macintosh Donald Tytler                         | 8        | 239      | 3         | 665       | DNF        | 0          | 2         | 841       | 3        | 665      | 8         | 239       | 6          | 364        | 3013   | 3013                  |
| 8    | Italien            | Enrico Poggi Antonio Cosentino Pietro Reggio Giusto Spigno Andrea Ferrari                        | 5        | 443      | 5         | 443       | 7          | 297        | 7         | 297       | 4        | 540      | 4         | 540       | 7          | 297        | 2857   | 2560                  |
| 9    | Großbritannien     | Kenneth Preston Robert Steele Frank Murdoch Franklin Woodroffe Martin Sharp                      | 7        | 297      | 8         | 239       | 6          | 364        | 8         | 239       | 6        | 364      | 7         | 297       | 11         | 101        | 1901   | 1800                  |
| 10   | BR Deutschland     | Wolfgang Elsner Andreas Howaldt Hans Kadelbach Paul-Heinrich Lange Götz von Mirbach              | 10       | 142      | 7         | 297       | 9          | 188        | 10        | 142       | 9        | 188      | 9         | 188       | 9          | 188        | 1333   | 1191                  |
| 11   | Sowjetunion        | Nikolai Jermakow Kirill Koschewnikow Boris Lobaschkow Nikolai Matwejew Fjodor Schutkow           | 11       | 101      | 10        | 142       | 8          | 239        | 11        | 101       | 11       | 101      | 10        | 142       | 10         | 142        | 968    | 867                   |